# Bjarni Benediktsson (Politiker, 1908)

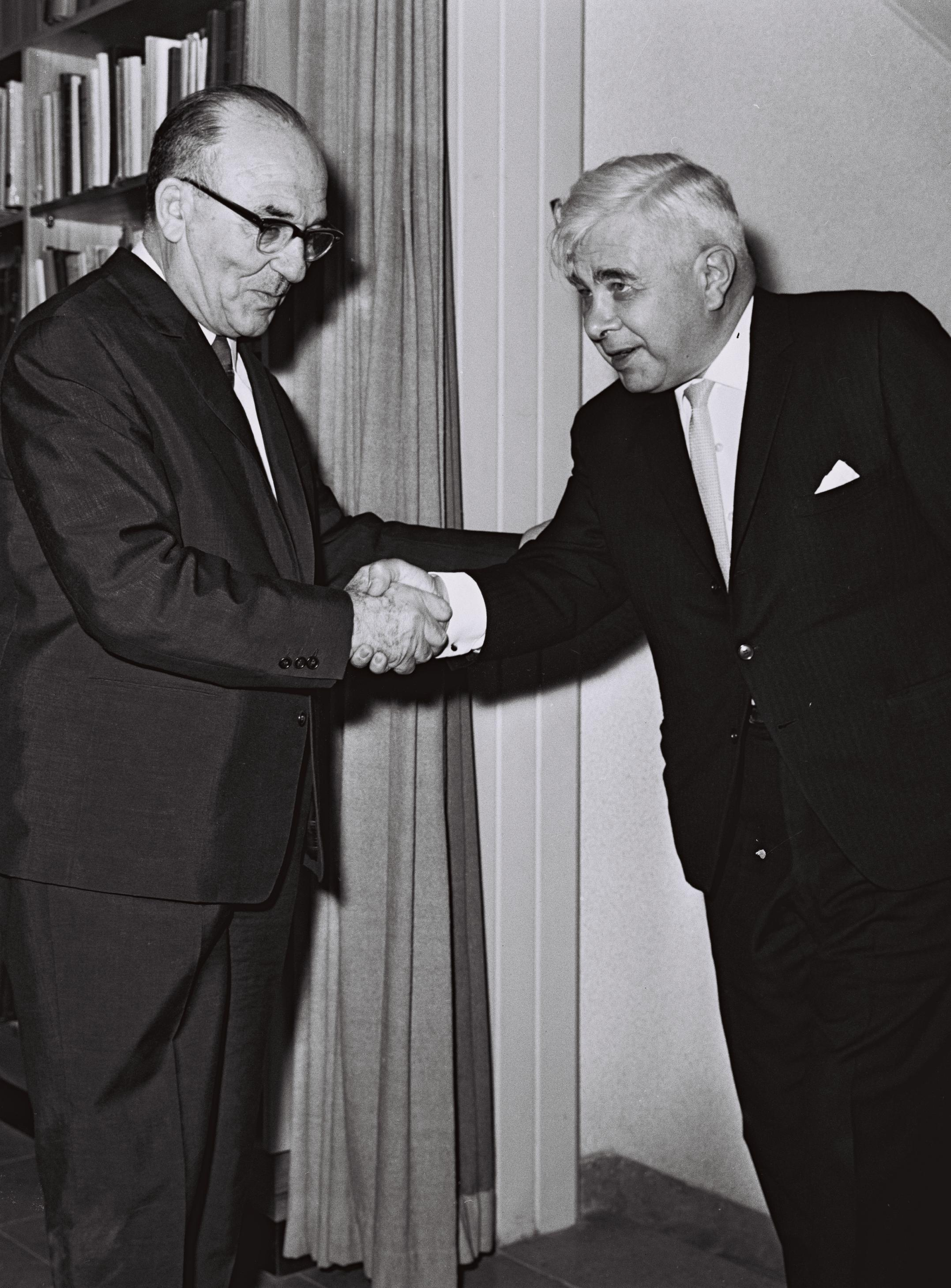
Bjarni Benediktsson, Levi Eshkol 1964

Bjarni Benediktsson (* 30. April 1908 in Reykjavík; † 10. Juli 1970 in Þingvellir) war ein isländischer Politiker der Unabhängigkeitspartei (Sjálfstæðisflokkur) und Premierminister von Island.

## Leben

### Studium, Hochschullehrer und Aufstieg zum Minister
Bjarni Benediktsson, dessen Vater Benedikt Sveinsson (1877–1954) einer der Führer der isländischen Unabhängigkeitsbewegung und selbst Abgeordneter des Althing von 1908 bis 1931 war, erwarb seine Hochschulzugangsberechtigung (Stúdentspróf) am Menntaskólinn í Reykjavík, dem ältesten Gymnasium Islands. Im Anschluss daran begann er ein Studium des Verfassungsrechts an der Universität Island sowie von 1930 bis 1932 in Berlin. Nach seiner Rückkehr wurde er im Alter von gerade 24 Jahren 1932 zum Professor für Rechtswissenschaften an die Universität Island berufen.
Seine politische Laufbahn begann er 1934, als er als Mitglied der Unabhängigkeitspartei (Sjálfstæðisflokkur) zum Mitglied des Stadtrates von Reykjavík gewählt wurde. Am 8. Oktober 1940 wurde er als Nachfolger von Pétur Halldórsson zum Bürgermeister von Reykjavík gewählt. Dieses Amt behielt er bis zu seiner Berufung zum Außenminister (Utanríkisráðherra) sowie Justizminister (Dómsmálaráðherra) in das Kabinett von Stefán Jóhann Stefánsson am 4. Februar 1947. Diese Ämter bekleidete er auch in den nachfolgenden Koalitionsregierungen von Ólafur Thors und Steingrímur Steinþórsson bis zum 11. September 1953. Während seiner Amtszeit gehörte Island 1949 zu den Gründungsmitgliedern der NATO. Jedoch blockte er einen Vorschlag ab, der vom US-Repräsentantenhaus vorgelegt worden war: Island den USA als 49. Bundesstaat anzugliedern. Am 8. November 1948 wurde Bjarni als Nachfolger von Pétur Magnússon zum stellvertretenden Vorsitzenden der Unabhängigkeitspartei gewählt. Im 3. Kabinett Thors war er auch Bildungsminister von Dezember 1949 bis März 1950.
Im vierten Kabinett Thors bekleidete er dann vom 11. September 1953 bis zum 24. Juli 1956 das Amt des Justiz- und Bildungsministers (Dóms- og Menntamálaráðherra). Als anschließend Hermann Jónasson von der Fortschrittspartei eine linksgerichtete Koalitionsregierung bildete, zog er sich aus der Politik zunächst zurück, um 1956 Herausgeber der führenden konservativen Tageszeitung Morgunblaðið zu werden. Als Thors am 20. November 1959 sein 5. Kabinett bildete, kehrte Bjarni Benediktsson als Justiz- und Kirchenminister (Dóms- og Kirkjuráðherra) sowie als Gesundheits- und Industrieminister (Heilbrigðis- og Iðnaðarmálaráðherra) in die Regierung zurück. Daneben war er zeitweise auch vom 14. September bis zum 31. Dezember 1961 amtierender Premierminister aufgrund von Krankheiten des Amtsinhabers Thors. Darüber hinaus wurde er am 22. Oktober 1961 als Nachfolger von Thors zum Vorsitzenden der Unabhängigkeitspartei (Sjálfstæðisflokkur) gewählt.

### Premierminister und Tod
Am 14. November 1963 wurde Bjarni schließlich auch Nachfolger von Thors als Premierminister von Island. Bei den Parlamentswahlen von 1967 konnte seine Koalitionsregierung aus Unabhängigkeitspartei und Sozialdemokratischer Partei Islands  ihre Parlamentsmehrheit von 32 von 60 Althing-Mandaten behaupten. Als Ministerpräsident stattete er der Bundesrepublik Deutschland im September 1967 einen dreitägigen Staatsbesuch ab. Dieses Amt übte er bis zu seinem Tod bei einem Brand in der Sommerresidenz der Regierung in Þingvellir aus, bei dem neben ihm am 10. Juli 1970 auch seine Frau und ein zweijähriger Enkelsohn umkamen. Nachfolger als Premierminister und Vorsitzender der Unabhängigkeitspartei wurde daraufhin der bisherige stellvertretende Parteivorsitzende und Minister für Justiz, Kirchen und Industrie Jóhann Hafstein.
Sein ältester Sohn Björn Bjarnason ist ebenfalls Politiker und war langjähriger Minister. Seine Tochter Valgerður Bjarnadóttir war von 2009 bis 2016 Abgeordnete des Althing und war bis zu dessen Tod mit dem ehemaligen Minister Vilmundur Gylfason verheiratet.

## Ehrungen
- 1. Dezember 1953: Falkenorden
- 28. Februar 1955: Großkreuz der Bundesrepublik Deutschland